# Кайстен
Кайстен (нім. Kaisten) — громада  в Швейцарії в кантоні Ааргау, округ Лауфенбург.

## Географія
Громада розташована на відстані близько 80 км на північний схід від Берна, 17 км на північ від Аарау.
Кайстен має площу 18,1 км², з яких на 10,1% дозволяється будівництво (житлове та будівництво доріг), 43,3% використовуються в сільськогосподарських цілях, 44,8% зайнято лісами, 1,8% не є продуктивними (річки, льодовики або гори).

## Демографія
2019 року в громаді мешкало 2682 особи (+4,4% порівняно з 2010 роком), іноземців було 17,9%. Густота населення становила 148 осіб/км².
За віковим діапазоном населення розподілялося таким чином: 19,7% — особи молодші 20 років, 60,7% — особи у віці 20—64 років, 19,6% — особи у віці 65 років та старші. Було 1163 помешкань (у середньому 2,3 особи в помешканні).
Із загальної кількості 939 працюючих 87 було зайнятих в первинному секторі, 522 — в обробній промисловості, 330 — в галузі послуг.